# Heraklit
Heraklit (født 540 f.v.t, død 480 f.v.t.) var en græsk filosof, bosat i Efesos.

## Liv
Heraklit tilhørte en fornem familie, hvor titlen basileus (= konge) var blevet arvelig, hvad der ellers var meget usædvanligt i Grækenland. Heraklit skulle have arvet titlen, men overlod den til sin bror, da han ikke orkede tanken på et liv i offentlighedens lys. Heraklit var noget af en enspænder med ret lave tanker om andres evne til indsigt i virkeligheden, udtrykt i fyndord som "Æsler foretrækker halm for guld" og "De flestes meninger er som småbørns legetøj." Han foretrak sit eget selskab og et liv med fordybning i filosofiske studier. I Artemistemplet i Efesos skal han have deponeret sit filosofiske skrift.  Kun brudstykker er overleveret; så dunkelt formuleret, at de har skaffet ham tilnavnet "den dunkle". Fordi han udtrykte sig så vagt, har de fleste, der citerer Heraklit, valgt at citere ham ordret. Dermed findes der 130 fragmenter efter ham; men det er ikke alle, der med sikkerhed kan siges at være hans. Om han har efterladt sig en bog, har det drejet sig om en samling visdomsord. 

## "Naturen elsker at skjule sig"
Den græske forfatter Diogenes Laertius oplyser, at Heraklit bevidst skrev, så teksterne kun kunne forstås af de få. Sætningen om naturen viser, at Heraklit ikke tænkte sig naturen som umiddelbart tilgængelig. Ligesom den foregående generations naturfilosoffer var han optaget af, at virkeligheden er i stadig ændring omkring os; at det eneste uforanderlige er forandringen. Der er ingen væren; kun vorden.

## Den evige forandring
For Heraklit forandres verden ustandseligt: Panta rhei (= "Alt flyder"). Et af hans fragmenter lyder: "Man kan ikke bade to gange i den samme flod" – for det vand, man stiger op af, flyder videre, så næste gang bader man i noget andet vand. (Eller også er man selv blevet en anden). Heraklit opfattes derfor normalt som den første procesmetafysiker. Selv om alt flyder, sker det ikke kaotisk, men som et samspil efter spillets regler. For Heraklit rummer virkeligheden en ordnende faktor. En lovmæssighed i kosmos sørger for at styre den proces, der udgør vores virkelighed. Logos, den fornuftige orden, er for Heraklit "urstoffet". En flod består af stadigt skiftende vand - det mangfold, der møder vore sanser. Men vi opfatter også en enhed i dette mangfold - nemlig en flod. Logos afhænger af et mangfold for at kunne fremtræde som en enhed. Modstridende kræfter betinger hinanden gensidigt, som i et andet af Heraklits fragmenter: "Sult gør mæthed; træthed gør hvile." Men han anser det ikke som nogen selskabsleg; det drejer sig snarere om en strid mellem forskellige af virkelighedens aspekter, der holder hinanden i skak i en evig kamp. I et tredje fragment anfører Heraklit, at Homer tager fejl, når han lader Achilleus bede om, at striden måtte ophøre mellem guder og mennesker; for Homer "forstod ikke at han bad om universets ødelæggelse; for hvis han var blevet bønhørt, ville alle ting forsvinde."  Heraklit brød sig ikke om Homers religiøse forestillinger, og skrev, at "Homer fortjener at jages væk fra vores idrætspladser med pisk!" 
I den ustandselige forandring finder alting sin modsætning. Herved opstår den spænding, der skaber noget nyt, der så igen finder sin modsætning. Således kan Heraklit have inspireret Hegel til hans dialektiske system, der igen inspirerede Karl Marx til den dialektiske materialisme. Hos Heraklit er det værende i konflikt med sig selv. Det eneste bestandige i denne omskiftelighed er cirklen, den evige forandring. Bevægelsen er det eneste, som forbliver sig selv lig.
Fragmentet "Krigen er far til og konge over alt. Han skaber nogle til guder, andre til mennesker; han gør nogle til slaver, andre til frie"  kan tolkes som krigen som den store forvandler af verden; en demonstration af ødelæggelse og påfølgende genopbygning.

## Verdensilden og guldet
Heraklit taler meget om ild; og mange - deriblandt Aristoteles - har derfor tolket ilden som Heraklits "urstof" eller grundstof. Men snarere er den Heraklits symbol for den evige bevægelse; virkeligheden set som en proces. Ilden kan antænde det meste og omforme alt til sig selv; et billede på virkeligheden som en enhed af mangfoldige ting. Ilden er i sig selv intet; den findes kun, idet tingene går op i dens flamme: "Verden er den samme for alle, den blev hverken tilvirket af guder eller mennesker, for den fandtes altid, og den er og bliver evig levende ild, som flammer op efter mål og dør hen efter mål." Dette mål eller denne målestok er Heraklits logos, det ordnende princip. Virkeligheden er ikke et moralsk univers. Ondt eller godt afgøres af ens udgangspunkt: "Havet er det reneste og skidneste; for fiskene sundt og godt; for menneskene udrikkeligt og fordærveligt." 
"Verdensilden" er livets princip, det eneste sikre holdepunkt og derfor guddommelig. Den evige ild sikrer verdens evighed. Verden har altid eksisteret, har ingen begyndelse, men vil altid fortsætte sit kredsløb. I ilden så Heraklit derfor et tegn på selve livsprocessens kredsløb, hvor det levende går til grunde, og af det døde opstår livet.
Heraklit fremsatte også en analogi mellem ild og guld. For ham var de ækvivalente: "Alle ting udveksles med ild, og ild med alle ting; ligesom goder med guld og guld med goder." En art begrundelse for sammenhængen mellem vareudveksling og den rationelle tænknings opståen. I Heraklits kosmologi udgør ilden således samme bytteprincip, som guld for de joniske handelsbyers varer. Mens guld var handelsbyernes livsnerve og stedfortræder, lod Heraklit verdensilden være tingenes stedfortræder. Verdensilden aftager og tiltager, ud fra, om den tilføres det våde element (vand) eller det tørre (luft). Ilden udgør start- og slutpunkt for livets cirkelbevægelse. Begyndelsen er derfor også en afslutning; men kredsløbet ophører ikke, for ilden lever af luftens død, luften lever af ildens død, vandet lever af jordens død, jorden lever af vandets død (ild — luft — vand — jord — vand — luft — ild). Opvarmning og afkøling er det samme, fordi begge holder kredsløbet i gang. Kredsløbet genspejles på samme vis i årstidernes skiften, i menneskets sovende og vågne tilstande, i fuldskab og ædru tilstand, osv. Sjælen mente han fungerer bedst, når den er "tør", dvs. ædru, hvilket beviser dens slægtskab med ilden. 

## Eftermæle
Heraklit stillede sig meget kritisk overfor al autoritetstro, og har især haft indflydelse på stoicismen. Af den grund fik han tilnavnet "den grædende filosof" i kontrast til den angiveligt leende Demokrit, som epikuræerne sluttede sig til. 
Heraklits samtidige i Østen, Buddha, delte den samme livsanskuelse: At intet varer ved, og verden som vi kender den, vil være i konstant ændring. Ophavet til menneskelig lidelse anser begge som folks umulige insisteren på varighed i en foranderlig verden. Buddha opfordrede folk til at acceptere verdens omskiftelighed som et faktum. Heraklit kom med det samme budskab, dog med en væsentlig forskel: Man kan knytte sig til, hvad man vil, bare man også forstår, at det ikke vil vare ved. Forskellen mellem de to filosoffer er Heraklits opmuntren til aktiv deltagelse i verden, i kontrast til Buddhas anbefaling af en gradvis tilbagetrækning og derved en oplevelse af, at man kan leve uden at savne, hvad man mangler, og uden at frygte for tab og uden at sørge over det, der er borte. Heraklit opfordrede tværtimod til en deltagelse i livets skiftende faser, men med fuld indsigt i, at det man har, uundgåeligt en gang vil tabes. Skønt fokus er forskelligt, er målet det samme: Opvågnen hos dem, der klynger sig til det kendte, af frygt og uvidenhed, og accept af tilværelsens evige omskiftelighed som en del af livets vilkår.

## Nietzsche
Heraklit var Nietzsches filosofiske forbillede, og verdensilden, der stadig antager nye former, men selv er uudslukkelig, repræsenterede som dynamisk urelement Goethes begreb Stirb und werde (= Dø og forvandles), som kom til at figurere centralt i SS-ideologien, og inspirerede Nietzsche til det ekstatiske digt i Ecce Homo: 
Ja, ich weiss, woher ich stamme!
Ungesättigt gleich der Flamme
glühe und verzehr’ ich mich.
Licht wird alles, was ich fasse.
Kohle alles, was ich lasse.
Flamme bin ich sicherlich!
(Ja, jeg ved, hvorfra jeg stammer!
Umættelig som flammen
gløder og fortærer jeg mig.
Lys bli'r alt, jeg griber fat i.
Kul bli'r alt, jeg lader ligge.
Flamme er jeg ganske vist!)